# Blanver
Blanver S.A. ou apenas Blanver é uma empresa brasileira de farmacêuticos e insumos farmacêuticos ativos (IFAs), que opera em Taboão da Serra (onde são produzidos os medicamentos), e em Indaiatuba, onde são produzidos os insumos.

## História

### HIV/AIDS, Hepatite e Osteoporose
A empresa foi fundada em 1985 com foco na produção de insumos farmacêuticos ativos, mas posteriormente, a empresa tornou-se focada na produção de IFAs e medicamentos para HIV/AIDS, hepatite e osteoporose. Entrou em disputas com a ViiV Healthcare sobre a patente de produção do dolutegravir, um medicamento que é para o tratamento da AIDS.

### Nacionalização de Remédios
A Blanver entrou em parcerias com várias farmacêuticas internacionais para iniciar um processo de nacionalização de medicamentos. O processo já estava acontecendo com medicamentos conhecidos no mercado brasileiro, como o Rivotril, que era produzido pela Hoffmann–La Roche e, a partir de 2022 passou a ser fabricado e comercializado pela Blanver. Outra situação de nacionalização de medicamento foi a ixabepilona, que é usado no tratamento do câncer de mama, que antes pertencia a Bristol-Myers Squibb e vai ser registrada pela Blanver como Ixempra.